# Indothele
Indothele là một chi nhện trong họ Dipluridae.